# Amazons Attack!
Amazons Attack! è una serie limitata a fumetti di sei numeri pubblicata dalla DC Comics. Scritta da Will Pfeifer e illustrata da Pete Woods, il primo numero fu pubblicato il 25 aprile 2007.

## Sviluppo
La proposta di una storia dal titolo Amazons Attack! fu originariamente programmata come una delle miniserie che avrebbe condotto alla storia Crisi infinita. Anche se i progetti condividevano lo stesso titolo, il collegamento pianificato alla Crisi fu una storia completamente diversa che coinvolse l'invasione dell'esercito militare statunitense a Themyscira.

## Trama
Dopo aver lasciato l'Universo DC durante gli eventi della Crisi Infinita, le Amazzoni tornarono ad attaccare Washington come rappresaglia nei confronti del governo americano per la detenzione illegale di Wonder Woman.
Le Amazzoni si teletrasportarono a Washington D.C. dove Diana era tenuta prigioniera e torturata dal Dipartimento per gli Affari Metaumani. Il Dipartimento voleva gli schemi per un Raggio Viola delle Amazzoni, desiderando schierarlo per i propri usi, e Diana si rifiutò di darglieli. Guidate dalla loro Regina ora resuscitata Ippolita e dalla sua consigliera Circe, alle Amazzoni si unirono creature come le chimere, dai cavalli alati, dalle idra e diversi Ciclopi. Le forze Amazzoni non persero tempo nell'uccidere ogni maschio a vista, sia adulto sia bambino, senza badare se fossero o meno armati. Ippolita si piegò a distruggere il mondo degli uomini una volta per tutte ed enfatizzò questa sua decisione decapitando la testa della statua di Abraham Lincoln al Lincoln Memorial. Due Amazzoni entrarono alla Casa Bianca per cercare di assassinare il Presidente degli Stati Uniti d'America, ma furono fermate da Black Lightning.
Le Amazzoni non erano al corrente che la cattura di Wonder Woman era un piano di Circe, e che Diana era stata salvata da Nemesis poco prima dell'invasione. Mentre la Justice League e l'esercito statunitense si unirono per arrestare l'attacco, Wonder Woman arrivò faccia a faccia con la sua rinata madre. Dopo aver capito che Ippolita non era un'impostora, Diana cercò di ragionare con lei per fermare la guerra, invece Ippolita si arrabbiò con la propria figlia dicendo a Diana che il suo posto era al suo fianco.
Diana se ne andò e trovò Circe, che ammise che la mobilizzazione delle forze Amazzoni era uno stratagemma per forzare la distruzione della casa delle Amazzoni, Themyscira. Ippolita riuscì a sentire la conversazione, e lanciò una lancia attraverso il petto di Ippolita, per cui Circe scomparì. Anche Donna Troy cercò di ragionare con Ippolita perché mettesse fine alla guerra: Ippolita accettò di parlare della pace a patto che sia Donna che Diana si fossero incontrate con lei. Intanto, le Amazzoni lanciarono il loro attacco in California e in Kansas.
I seguenti attacchi portarono i leader delle Amazzoni, Philippus e Artemide a mettere in dubbio le ragioni di Ippolita. La severità della situazione fece sì che il Presidente degli Stati Uniti invocasse le disposizioni dell'Atto di Sicurezza Interna McCarran.
Di conseguenza, la madre di Wonder Girl e altre donne furono tenute in un campo di concentramento. Cassie e Supergirl si confrontarono con le soldatesse che vigilavano sul campo, e furono loro stesse minacciate di arresto a causa del loro collegamento alle Amazzoni. I Teen Titans arrivarono per cercare di arginare il conflitto, e invece si trovarono a combattere contro Wonder Girl e Supergirl e contro l'esercito prima di volare a Washington D.C. per parlare con Ippolita. Cassie convinse la Regina delle Amazzoni a un discorso di pace con il Presidente degli Stati Uniti, e quando Ippolita acconsentì Cassie promise di portarle il Presidente.
Durante il combattimento a Washington D.C., Nemesis venne punto da numerose Vespe Killer dello Stige giganti e velenose native di Themyscira. Diana quindi chiese ad Atena di trasportarla alla sua casa natale nella speranza di ritrovare un antidoto al veleno per Nemesis. Mentre si trovavano sull'isola, Atena rifiutò di riportare Diana nel mondo degli uomini e fermò un missile in rotta di collisione con Themyscira, quindi attaccò Diana per chiedere spiegazioni per le sue azioni.
Wonder Girl e Supergirl bloccarono la via dell'Air Force One. Le guardie del Presidente erano inermi contro due supereroine, e quindi il Presidente in persona decise di fare atterrare l'aeroplano, anche se un gruppo di Amazzoni su cavalli alati attaccarono l'Air Force One costringendolo a schiantarsi. Il Presidente rimase gravemente ferito, Wonder Girl e Supergirl capirono che il loro piano era andato all'aria e le Amazzoni pressarono il loro attacco sui sopravvissuti. Superman entrò nella mischia: il suo atterraggio forzato creò sia una potente onda che un cratere nel terreno. Anche lui tentò di ragionare con le Amazzoni, ma proprio mentre le guerriere stavano per reagire alle suppliche di Superman, un gruppo nascosto di militari degli Stati Uniti saltarono fuori e le massacrarono a colpi d'arma da fuoco.
A causa delle armi ad alta tecnologia schierata, Batman dedusse che gli attacchi fuori Washington erano il lavoro di un gruppo distaccato. Quando informò Wonder Woman della sua scoperta, ella lo informò che il gruppo doveva essere la tribù malvagia delle Amazzoni di Bana-Mighdall. Batman partì per Gotham, con l'intenzione di arruolare Catwoman perché si infiltrasse nel gruppo.
Diana fece ritorno a Washington D.C. con l'antidoto anti-veleno e i rifornimenti necessari per curare Nemesis. Utilizzando l'Outsider Grace come scudo, le Bana unirono le loro forze a quelle delle Amazzoni di Ippolita nella battaglia contro le restanti forze dell'esercito statunitense.
Batman utilizzò un incantesimo donatogli di Zatanna che rese Circe impotente per un'ora. Wonder Woman si confrontò con Circe, mentre Ippolita cercò di proteggerla, così Diana dovette scontrarsi con la propria madre circa le decisioni prese recentemente. Dato che Circe era senza poteri, Ippolita non fu più sotto l'influenza di nessuno, così Diana scoprì che le sue decisioni erano prese secondo coscienza: Ippolita quindi gettò via le proprie armi.
Atena comparve, dispiaciuta per ciò che le Amazzoni avevano fatto e si preparò a giudicarle. Circe fu bandita nell'Ade. Themyscira fu risollevata dall'oceano. Le Amazzoni scomparirono e ritornarono a casa. Ippolita fu esiliata dal suo regno su Themyscira.
Atena vide gli eventi sfogliarsi, con gli dei greci in catene dietro di lei. Si scoprì così che le Amazzoni furono trasformate in comuni donne mortali sparse per il mondo senza memoria delle loro vite passate, e nell'ultima pagina della serie si scoprì che Nonnina Bontà imprigionò gli dei greci, resi impotenti da Atena e che poi ne assunse l'identità.

## Ricezione

### Critiche
Nella loro revisione alla IGN, Dan Phillips, Jesse Schedeen e Kevin Fuller descrissero la serie come "mal concepito" e "terribile". Kevin Powers, descrivendo il fumetto al Silver Bullet Comics, la descrisse come "poco brillante". Il livello di dispiacere tra alcuni fan portò alcuni lettori a mandare indietro via posta le loro copie di Amazons Attack! agli editori della DC Comics.

## Numeri collegati
- Catwoman vol. 3 dal n. 69 al n. 71
- Supergirl vol. 5 n. 20
- Teen Titans vol. 3 dal n. 48 al n. 49
- Wonder Woman vol. 3 dal n. 6 al n. 13

## Raccolte
La serie fu raccolta in un unico volume:
- Amazons Attack! (160 pagine, copertina rigida, DC Comics, dicembre 2007, ISBN 1-4012-1543-2, Titan Books, gennaio 2008, ISBN 1-84576-644-X, normale copertina, luglio 2009, ISBN 1-4012-1732-X).